# NGC 6064-1
NGC 6064-1 (другие обозначения — NGC 6052-1, IRAS16030+2040, UGC 10182, KUG 1603+206, MCG 4-38-22, ZWG 137.32, MK 297, VV 86, ARP 209, PGC 57039) — галактика в созвездии Геркулес.
Этот объект не входит в число перечисленных в оригинальной редакции «Нового общего каталога» и был добавлен позднее.